# Desmodus
Desmodus és un gènere de quiròpters el de la família dels fil·lostòmids. Es compon de cinc espècies (només una de vivent) oriündes de les selves i boscos de la regió neotropical. Aquests ratpenats tenen una dieta summament especialitzada. Són hematòfags, és a dir, s'alimenten de sang de mamífers que mosseguen de nit, mentre dormen.